# Marcel Mouillot
Marcel Mouillot est un peintre français né le 14 octobre 1889 à Paris et mort le 17 janvier 1972 à Brest.
Capitaine au long cours, il voyage beaucoup et pratique la peinture de paysages, de marines, de natures mortes et de scènes tropicales.
De 1913 à 1933 il expose aux Salon des indépendants à Paris, au Salon d’Automne dont il fut membre sociétaire, aux Salon des Tuileries et de la Société nationale des beaux-arts. Pendant cette période il part vivre en Bretagne et il est sérieusement blessé lors de la Première Guerre mondiale. Il se fixe un temps à Saint-Tropez puis revient à Paris grâce à l’aide de la marchande de tableau Berthe Weill.
En 1930 il part pour l’Océan Indien, notamment La Réunion où il peindra le Piton de la Fournaise, et y décore le pavillon de La Réunion pour l’Exposition internationale de 1937. Ses œuvres furent exposées dans plusieurs galeries parisiennes (Galerie de Berri, Zach…) mais aussi à Prague et à New York (à la Brummer Gallery).
Il opte pour une composition et une palette d’une grande simplicité, mettant l’accent sur les différents volumes et leurs rapports, dans un style proche des premiers cubistes. Il peint de nombreuses scènes des tropiques. Il meurt en 1972.